# Јесења изложба УЛУС-а (2002)
Јесења изложба УЛУС-а (2002) је трајала од 17. децембра 2002. до 14. јануара 2003. године. Изложба је одржана у галеријском простору Удружења ликовних уметника Србије, односно у Уметничком павиљону "Цвијета Зузорић". Уредница каталога и организаторка изложбе била је Наталија Церовић. 

## Излагачи
1. Наташа Абрамовић
2. Миленко Аћимовић
3. Милена Бадњар Бошковић
4. Жарко Бјелица
5. Анђелка Бојовић
6. Радомир Бранисављевић
7. Ратко Вулановић
8. Сузана Вучковић
9. Милован Даговић
10. Вјера Дамјановић
11. Горан Десанчић
12. Милутин Драгојловић
13. Веселин Драшковић
14. Душан Ђокић
15. Маја Живановић
16. Јагода Живадиновић
17. Владета Живковић
18. Милан Жунић
19. Александар Зарић
20. Босиљка Зиројевић
21. Драган Кићовић
22. Владимир Комад
23. Велизар Крстић
24. Милена Максимовић
25. Зоран Марјановић
26. Срђан Ђиле Марковић
27. Лепосава Милошевић Сибиновић
28. Александар Младеновић Лека
29. Миодраг Млађовић
30. Жељка Момиров
31. Марина Накићеновић
32. Александра Павићевић
33. Зоран Павловић
34. Михаило Петковић
35. Божа Плазинић
36. Зоран Пурић
37. Ђуро Радоњић
38. Симонида Радоњић
39. Балша Рајчевић
40. Јован Ракиџић
41. Светлана Рибица
42. Миодраг Роган
43. Слободан Роксандић
44. Мирослав Савић
45. Миодраг Станковић
46. Милан Сташевић
47. Жарко Стефанчић
48. Љиљана Стојановић
49. Саша Стојановић
50. Војислав Тодорић
51. Нина Тодоровић
52. Томислав Тодоровић
53. Срба Траванов
54. Власта Филиповић
55. Мирољуб Филиповић
56. Александар Цветковић